# Culto de aficionados
Un culto de aficionados —cult following en inglés— engloba a un grupo de admiradores que están muy dedicados a un área específica de la cultura, especialmente a los denominados «clásicos». Una película, libro, banda o videojuego, entre otras cosas, pueden ser objetos de culto, incluso cuando atraen a un pequeño pero muy apasionado grupo de aficionados. Un componente común de estos grupos es el cariño emocional que los admiradores tienen hacia el objeto de seguimiento, a menudo identificado por ellos mismos y otros admiradores como miembros de una comunidad. Los medios de comunicación de culto están frecuentemente asociados con la cultura underground, y son considerados demasiado excéntricos, extraños, controversiales, o contra culturales o para ser apreciados por el público general.
Muchos admiradores expresan una cierta ironía sobre su devoción, y a veces adoptan una estética camp. Los aficionados al director Ed Wood admiran sus películas no porque ellos las consideren excelentes, más bien se debe a que son tan malas que llegan a ser divertidas y curiosamente fascinantes. El mismo fenómeno puede ser observado con cosas que son apreciadas por una cierta generación fuera de la nostalgia o recuerdos de la infancia. A veces estos admiradores se involucran en una subcultura fandom, generalmente a través de convenciones, comunidades en línea o actividades como la escritura de relatos de ficción de producciones mayores, cosplay, réplicas de accesorios y edificios modelos, o creando sus propias producciones de audio o video basadas en los formatos y personajes.

## Ejemplos
No siempre hay una clara diferencia entre los medios de comunicación de cultos y las corrientes predominantes. La película Pink Flamingos es conocida por sus escenas desagradables y solo un pequeño número de personas están atraídas por esta película. Por lo tanto, puede ser clasificada como una película de culto. 

### Sagas de éxito
Las franquicias como Viaje a las estrellas, La Guerra de las galaxias, Batman, Transformers, Xena, la princesa guerrera, Harry Potter, Ren & Stimpy, Invasor Zim, El Señor de los Anillos y The Rocky Horror Picture Show tienen un grupo nuclear de fanáticos pero aún atraen a la audiencia general, así que algunos (por ejemplo, el actor Bruce Campbell) discuten que no pueden ser considerados verdaderas películas de culto. Los profesores Xavier Mendik y Ernest Mathijs, autores de 100 cult films, argumentan que los seguidores devotos entre esas películas los convierte en clásicos de culto.

### Cultos especializados
Algunos objetos de cultos son únicamente populares dentro de ciertas subculturas. La película Woodstock es amada dentro de la subcultura hippie. El culto a La naranja mecánica está compuesto de punks, skinheads y otros grupos. Ciertos iconos mainstream pueden convertirse en iconos de cultos en un contexto diferente para ciertas personas. Reefer Madness fue originalmente planeada para advertir a la juventud contra el uso de la marihuana, pero debido a su argumento ridículo y aspecto barato, es ahora a menudo visto por una audiencia compuesta de fumadores de marihuana y ha generado un culto de aficionados.
El actor Bruce Campbell —autoproclamado «El rey de las películas de clase B», quien ha generado un culto con películas como The Evil Dead—, a menudo contrasta las «películas mainstream» con las «película de culto», definiendo el primero como «una película vista 100 veces por 1,000 personas» y la segunda como «una película vista 1,000 veces por 100 personas».
Las películas de Quentin Tarantino en el estilo toma prestado de clásicas películas de culto, pero son apreciados por una gran audiencia, y por lo tanto están entre lo culto y lo mainstream. Ciertos fenómenos de culto pueden crecer a tales proporciones que se vuelven mainstream.
A menudo, toma poco años antes que unos seguidores de culto empiece a formar una película particular o banda. El álbum Trout Mask Replica de Captain Beefheart, la película protagonizada por Jim Carrey The Cable Guy y la serie de televisión The Rocky and Bullwinkle Show originalmente no fueron muy exitosas, pero con el tiempo fueron construyendo seguidores de culto. En algunos casos, este estatus de culto es inesperado, como la película de Disney Fantasía (1940), que fue un fracaso en su estreno, pero fue re-apreciada por los admiradores de la psicodelia en los años 60. Algunas películas, especialmente de los géneros de ciencia ficción y terror, fueron producidas con un objetivo específico para conseguir un estatus de culto, como la película sobre drogas Pánico y locura en Las Vegas y la mayoría de las películas de Terry Gilliam. Otros ejemplos que cae en la categoría de «película de culto intencional» son Repo Man (1984), El vengador tóxico (1984), la franquicia de The Evil Dead iniciada en 1981 y Brazil (1985).
Muchos espectáculos televisivos cancelados (especialmente los que tiene un corto tiempo de transmisión) viven una segunda vida en sus seguidores más devotos. Un ejemplo es Invasor Zim, una serie animada de dos temporadas que se emitió en Nickelodeon antes de ser cancelada. Otro ejemplo son Roswell, Joan de Arcadia, The Adventures of Pete & Pete, Eerie, Indiana y Twin Peaks, que tuvieron una corta vida pero generaron una gran base de admiradores. Las series de televisión de prolongada transmisión como Los expedientes secretos X, Buffy, la cazadora de vampiros, Xena: la princesa guerrera, Chuck y Lost también un gran grupo de seguidores. 
En una reseña por la BBC del episodio «Trono para una pérdida» de Farscape, Richard Manning dijo: «Farscape es ahora oficialmente una serie de culto debido que está siendo vista en desorden». El episodio en cuestión fue realmente mostrado como el segundo episodio, después de su estreno, a pesar de ser originalmente intencionado como el quinto episodio.
El anime, manga y las películas de kung fu y kaiju (junto al tokusatsu) son entretenimiento mainstream en Japón, pero en cualquier lugar son generalmente apreciadas por una audiencia de culto. Doctor Who es un programa televisivo en un horario matutino en Gran Bretaña, pero durante un período de 15 años fuera de producción, ganó un estatus de culto entre los admiradores; también es una serie de culto en los Estados Unidos. También, el programa animado preescolar Pocoyó atrajo un gran grupo de aficionados entre los espectadores más viejos que su público objetivo, debido al humor del programa y su narrador, Stephen Fry —en el doblaje para el público de habla inglesa, ya que el programa es de producción española.

### Videojuegos
En el mundo de los videojuegos tenemos ejemplos como Star Raiders (1979), Maniac Mansion (1987), La abadía del crimen (1987), Snatcher (1988), KGB (1992), System Shock (1994), I Have No Mouth, and I Must Scream (1995) Oddworld: Abe's Oddysee (1997), Grim Fandango (1998), Sanitarium (1998) Planescape: Torment (1999), Shenmue (1999), Deus Ex (2000), Ico (2001), Killer7 (2005), Okami (2006) o S.T.A.L.K.E.R.: Shadow of Chernobyl (2007).

### Cómics
Dentro del cómic americano, pueden considerarse de culto los cómics de Daredevil y Punisher dentro de Marvel, Constantine y La Cosa del Pantano en DC y varios cómics independientes como Hellboy (Dark Horse Comics) y Spawn (Image Comics), entre otros.

## Lectura adicional
- Lathrop, Tad y Wayne Jancik, Cult Rockers: 150 of the most controversial, distinctive and intriguing, outrageous and championed rock musicians of all time (Pocket Books, 1996)